# Tempa del Corvo
Tempa del Corvo è una frazione di 108 abitanti del comune di Contursi Terme, in provincia di Salerno.

## Geografia fisica
L'abitato si sviluppa in montagna, tra Monte di Pruno e le località Calcarali e Varone, a 800 metri sul livello del mare.

## Storia
Il nome deriva da "tempa", vocabolo indicante una peculiare formazione montuosa diffusa negli Appennini dell'Italia meridionale. La zona era forse anticamente longobarda.

## Monumenti e luoghi d'interesse
Non presenta alcun luogo di interesse storico. Antiche fattorie presenti nelle vicinanze sono state demolite a seguito del terremoto dell'Irpinia del 1980.

## Economia
Le principali risorse sono la coltivazione e la produzione dell'olio di oliva Colline Salernitane (DOP), l'allevamento bovino e la produzione casearia. Sono presenti diverse attività di ristorazione come pizzerie, osterie e locande.